# Mistrzostwa Europy w Koszykówce Mężczyzn 2013 (eliminacje)/Grupa D

## Tabela
| Poz. | Reprezentacja        | Pkt | Mecze | Mecze | Mecze | Punkty | Punkty | Punkty |                             |
| Poz. | Reprezentacja        | Pkt | M     | Z     | P     | zdob.  | str.   | bilans | bilans bezpośrednich meczów |
| ---- | -------------------- | --- | ----- | ----- | ----- | ------ | ------ | ------ | --------------------------- |
| 1    | Bośnia i Hercegowina | 14  | 8     | 6     | 2     | 736    | 672    | +64    | 1-1 (+3)                    |
| 2    | Gruzja               | 14  | 8     | 6     | 2     | 707    | 666    | +41    | 1-1 (-3)                    |
| 3    | Łotwa                | 13  | 8     | 5     | 3     | 655    | 584    | +71    |                             |
| 4    | Holandia             | 10  | 8     | 2     | 6     | 667    | 726    | -59    |                             |
| 5    | Rumunia              | 9   | 8     | 1     | 7     | 569    | 686    | -117   |                             |

## Wyniki spotkań
Godziny rozpoczęcia spotkań to godziny czasu lokalnego
| 15 sierpnia 201218:00 | Rumunia                                                                       | 90:84(28:27, 17:18, 25:18, 20:21) | Holandia                                            | Transilvania Hall, Sybin Widzów: 1500 Sędzia: Eddie Viator (FRA), Emin Mogulkoc (TUR), Marko Vuckovic (SLO) |
| 15 sierpnia 201218:00 | Pkt:Rares Mandache 19 Zb:Titus Nicoara, Ionut Dragusin 7 As:Vlad Moldoveanu 9 | 90:84(28:27, 17:18, 25:18, 20:21) | Pkt:Henk Norel 27 Zb:Henk Norel 6 As:David Jansen 3 | Transilvania Hall, Sybin Widzów: 1500 Sędzia: Eddie Viator (FRA), Emin Mogulkoc (TUR), Marko Vuckovic (SLO) |

| 15 sierpnia 201218:30 | Bośnia i Hercegowina                                                           | 87:84(23:22, 18:16, 23:29, 23:17) | Łotwa                                                             | Sport Hall Skenderija, Sarajewo Widzów: 7000 Sędzia: Igor Dragojevic (MNE), Roberto Chiari (ITA), Gentian Cici (ALB) |
| 15 sierpnia 201218:30 | Pkt:Mirza Teletović 24 Zb:Zackary Wright 11 As:Nihad Đedović, Zackary Wright 4 | 87:84(23:22, 18:16, 23:29, 23:17) | Pkt:Jānis Strēlnieks 18 Zb:Kaspars Bērziņš 11 As:Dairis Bertāns 7 | Sport Hall Skenderija, Sarajewo Widzów: 7000 Sędzia: Igor Dragojevic (MNE), Roberto Chiari (ITA), Gentian Cici (ALB) |

| 18 sierpnia 201219:00 | Gruzja                                                                | 80:64(24:18, 20:21, 16:10, 20:15) | Rumunia                                                        | Pałac Sportu, Tbilisi Widzów: 6000 Sędzia: Antonis Demetriou (CYP), Zdravko Rutesic (MNE), Yair Michaelly (ISR) |
| 18 sierpnia 201219:00 | Pkt:Jacob Pullen 19 Zb:Viktor Sanikidze 10 As:Manuczar Markoiszwili 4 | 80:64(24:18, 20:21, 16:10, 20:15) | Pkt:Catalin Baciu 19 Zb:Vlad Moldoveanu 11 As:Rares Mandache 4 | Pałac Sportu, Tbilisi Widzów: 6000 Sędzia: Antonis Demetriou (CYP), Zdravko Rutesic (MNE), Yair Michaelly (ISR) |

| 18 sierpnia 201219:30 | Holandia                                             | 89:107(24:26, 26:25, 14:39, 25:17) | Bośnia i Hercegowina                                          | Topsportcentrum Almere, Almere Widzów: 100 Sędzia: Robert Vyklicky (CZE), Jakub Zamojski (POL), Simon Unsworth (ENG) |
| 18 sierpnia 201219:30 | Pkt:Henk Norel 17 Zb:Henk Norel 9 As:Arvin Slagter 3 | 89:107(24:26, 26:25, 14:39, 25:17) | Pkt:Mirza Teletović 33 Zb:Nihad Đedović 7 As:Zackary Wright 5 | Topsportcentrum Almere, Almere Widzów: 100 Sędzia: Robert Vyklicky (CZE), Jakub Zamojski (POL), Simon Unsworth (ENG) |

| 21 sierpnia 201219:35 | Łotwa                                                          | 85:70(22:22, 18:14, 20:15, 25:19) | Holandia                                                             | Arena Riga, Ryga Widzów: 2200 Sędzia: Luis Lopes (POR), Petr Hrusa (CZE), Piotr Pastusiak (POL) |
| 21 sierpnia 201219:35 | Pkt:Rihards Kuksiks 28 Zb:Dairis Bertāns 7 As:Dairis Bertāns 4 | 85:70(22:22, 18:14, 20:15, 25:19) | Pkt:Henk Norel 16 Zb:Francisco Elson, Henk Norel 6 As:David Jansen 7 | Arena Riga, Ryga Widzów: 2200 Sędzia: Luis Lopes (POR), Petr Hrusa (CZE), Piotr Pastusiak (POL) |

| 21 sierpnia 201220:00 | Bośnia i Hercegowina                                             | 95:96(9:28, 29:26, 34:23, 23:19) | Gruzja                                                          | Sport Hall Skenderija, Sarajewo Widzów: 6000 Sędzia: Ivo Dolinek (CZE), Recep Ankarali (TUR), Tomasz Trawicki (POL) |
| 21 sierpnia 201220:00 | Pkt:Mirza Teletović 27 Zb:Zackary Wright 13 As:Zackary Wright 15 | 95:96(9:28, 29:26, 34:23, 23:19) | Pkt:Jacob Pullen 20 Zb:Viktor Sanikidze 11 As:Giorgi Cincadze 7 | Sport Hall Skenderija, Sarajewo Widzów: 6000 Sędzia: Ivo Dolinek (CZE), Recep Ankarali (TUR), Tomasz Trawicki (POL) |

| 24 sierpnia 201218:00 | Rumunia                                                          | 79:84(22:25, 10:27, 25:23, 22:9) | Bośnia i Hercegowina                                                               | Transilvania Hall, Sybin Widzów: 1500 Sędzia: Ioannis Foufis (GRE), Sergey Mikhaylov (RUS), Vladimir Tsekov (BUL) |
| 24 sierpnia 201218:00 | Pkt:Vlad Moldoveanu 25 Zb:Vlad Moldoveanu 25 As:Rares Mandache 6 | 79:84(22:25, 10:27, 25:23, 22:9) | Pkt:Mirza Teletović, Elmedin Kikanović 21 Zb:Mirza Teletović 9 As:Zackary Wright 8 | Transilvania Hall, Sybin Widzów: 1500 Sędzia: Ioannis Foufis (GRE), Sergey Mikhaylov (RUS), Vladimir Tsekov (BUL) |

| 24 sierpnia 201219:00 | Gruzja                                                               | 79:76(21:20, 20:16, 23:17, 15:23) | Łotwa                                                             | Pałac Sportu, Tbilisi Widzów: 9000 Sędzia: Christos Christodoulou (GRE), Ersan Kartal (TUR), Sinisa Herceg (CRO) |
| 24 sierpnia 201219:00 | Pkt:Manuczar Markoiszwili 19 Zb:Zaza Paczulia 9 As:Giorgi Cincadze 7 | 79:76(21:20, 20:16, 23:17, 15:23) | Pkt:Jānis Strēlnieks 22 Zb:Kaspars Bērziņš 11 As:Dairis Bertāns 3 | Pałac Sportu, Tbilisi Widzów: 9000 Sędzia: Christos Christodoulou (GRE), Ersan Kartal (TUR), Sinisa Herceg (CRO) |

| 27 sierpnia 201219:30 | Holandia                                                    | 91:88(15:19, 24:28, 25:20, 27:21) | Gruzja                                                                                                 | Topsportcentrum Almere, Almere Widzów: 600 Sędzia: Francisco Araña (ESP), Janusz Calik (POL), Chris Dodds (SCO) |
| 27 sierpnia 201219:30 | Pkt:David Jansen 24 Zb:Francisco Elson 8 As:Arvin Slagter 8 | 91:88(15:19, 24:28, 25:20, 27:21) | Pkt:Zaza Paczulia 23 Zb:Zaza Paczulia, Tornike Szengelia 9 As:Manuczar Markoiszwili, Giorgi Cincadze 3 | Topsportcentrum Almere, Almere Widzów: 600 Sędzia: Francisco Araña (ESP), Janusz Calik (POL), Chris Dodds (SCO) |

| 27 sierpnia 201219:35 | Łotwa                                                                                  | 89:53(21:14, 28:15, 21:10, 19:14) | Rumunia                                                      | Arena Riga, Ryga Widzów: 2000 Sędzia: David Chambon (FRA), Mindaugas Vecerskis (LTU), Semen Ovinov (RUS) |
| 27 sierpnia 201219:35 | Pkt:Rihards Kuksiks 19 Zb:Rolands Freimanis, Andrejs Šeļakovs 6 As:Edgars Jeromanovs 3 | 89:53(21:14, 28:15, 21:10, 19:14) | Pkt:Rares Mandache 14 Zb:Titus Nicoara 8 As:Rares Mandache 3 | Arena Riga, Ryga Widzów: 2000 Sędzia: David Chambon (FRA), Mindaugas Vecerskis (LTU), Semen Ovinov (RUS) |

| 30 sierpnia 201219:30 | Holandia                                                       | 80:74(15:12, 16:18, 21:18, 28:26) | Rumunia                                                                              | Topsportcentrum Almere, Almere Widzów: 630 Sędzia: Boris Schmidt (GER), Ersan Kartal (TUR), Sigmundur Herbertsson (ISL) |
| 30 sierpnia 201219:30 | Pkt:Robin Smeulders 18 Zb:Robin Smeulders 14 As:David Jansen 6 | 80:74(15:12, 16:18, 21:18, 28:26) | Pkt:Vlad Moldoveanu 21 Zb:Titus Nicoara 9 As:Octavian Calota, Mihail-Octavian Paul 3 | Topsportcentrum Almere, Almere Widzów: 630 Sędzia: Boris Schmidt (GER), Ersan Kartal (TUR), Sigmundur Herbertsson (ISL) |

| 30 sierpnia 201219:35 | Łotwa                                                         | 80:64(16:19, 26:11, 24:19, 14:15) | Bośnia i Hercegowina                                                                         | Arena Riga, Ryga Widzów: 2200 Sędzia: Damir Javor (SLO), Marcin Kowalski (POL), Zoltan Palla (HUN) |
| 30 sierpnia 201219:35 | Pkt:Dairis Bertāns 25 Zb:Dairis Bertāns 9 As:Dairis Bertāns 6 | 80:64(16:19, 26:11, 24:19, 14:15) | Pkt:Nihad Đedović, Zackary Wright 16 Zb:Zackary Wright, Dalibor Peršić 7 As:Zackary Wright 4 | Arena Riga, Ryga Widzów: 2200 Sędzia: Damir Javor (SLO), Marcin Kowalski (POL), Zoltan Palla (HUN) |

| 2 września 201219:00 | Rumunia                                                      | 74:91(21:24, 18:23, 20:22, 15:22) | Gruzja                                                                | Transilvania Hall, Sybin Widzów: 1500 Sędzia: Mehmet Keseratar (TUR), Seffi Shemmesh (ISR), Nikolaos Somos (GRE) |
| 2 września 201219:00 | Pkt:Rares Mandache 22 Zb:Titus Nicoara 11 As:Titus Nicoara 4 | 74:91(21:24, 18:23, 20:22, 15:22) | Pkt:Tornike Szengelia 23 Zb:Tornike Szengelia 10 As:Giorgi Cincadze 8 | Transilvania Hall, Sybin Widzów: 1500 Sędzia: Mehmet Keseratar (TUR), Seffi Shemmesh (ISR), Nikolaos Somos (GRE) |

| 2 września 201220:00 | Bośnia i Hercegowina                                               | 99:83(28:14, 21:22, 15:32, 35:15) | Holandia                                                       | Sport Hall Skenderija, Sarajewo Widzów: 3000 Sędzia: Christos Christodoulou (GRE), Aleksandar Milojevic (MKD), Dariusz Szczerba (POL) |
| 2 września 201220:00 | Pkt:Mirza Teletović 36 Zb:Elmedin Kikanović 10 As:Zackary Wright 9 | 99:83(28:14, 21:22, 15:32, 35:15) | Pkt:Robin Smeulders 21 Zb:Robin Smeulders 15 As:David Jansen 8 | Sport Hall Skenderija, Sarajewo Widzów: 3000 Sędzia: Christos Christodoulou (GRE), Aleksandar Milojevic (MKD), Dariusz Szczerba (POL) |

| 5 września 201219:00 | Gruzja                                                                | 103:107(16:20, 27:20, 31:32, 29:35) | Bośnia i Hercegowina                                             | Pałac Sportu, Tbilisi Widzów: 9000 Sędzia: Milija Vojinovic (SRB), Borys Ryzhyk (UKR), Zafer Yilmaz (TUR) |
| 5 września 201219:00 | Pkt:Manuczar Markoiszwili 23 Zb:Zaza Paczulia 11 As:Giorgi Cincadze 6 | 103:107(16:20, 27:20, 31:32, 29:35) | Pkt:Mirza Teletović 25 Zb:Nedžad Sinanović 7 As:Zackary Wright 6 | Pałac Sportu, Tbilisi Widzów: 9000 Sędzia: Milija Vojinovic (SRB), Borys Ryzhyk (UKR), Zafer Yilmaz (TUR) |

| 5 września 201219:30 | Holandia                                             | 81:86(17:35, 17:14, 22:19, 25:18) | Łotwa                                                                               | Topsportcentrum Almere, Almere Widzów: 850 Sędzia: Petri Mäntylä (FIN), Mauro Pozzana (ITA), Sérgio Silva (POR) |
| 5 września 201219:30 | Pkt:Henk Norel 24 Zb:Henk Norel 10 As:David Jansen 4 | 81:86(17:35, 17:14, 22:19, 25:18) | Pkt:Kaspars Bērziņš 21 Zb:Kaspars Bērziņš 8 As:Edgars Jeromanovs, Rihards Kuksiks 4 | Topsportcentrum Almere, Almere Widzów: 850 Sędzia: Petri Mäntylä (FIN), Mauro Pozzana (ITA), Sérgio Silva (POR) |

| 8 września 201217:05 | Łotwa                                                                            | 70:73(13:7, 11:24, 21:17, 25:25) | Gruzja                                                               | Arena Riga, Ryga Widzów: 4500 Sędzia: Ilija Belosevic (SRB), Eddie Viator (FRA), Aare Halliko (EST) |
| 8 września 201217:05 | Pkt:Kaspars Bērziņš, Dairis Bertāns 15 Zb:Mārtiņš Meiers 8 As:Jānis Strēlnieks 6 | 70:73(13:7, 11:24, 21:17, 25:25) | Pkt:Manuczar Markoiszwili 17 Zb:Viktor Sanikidze 9 As:Jacob Pullen 4 | Arena Riga, Ryga Widzów: 4500 Sędzia: Ilija Belosevic (SRB), Eddie Viator (FRA), Aare Halliko (EST) |

| 8 września 201220:00 | Bośnia i Hercegowina                                            | 93:58(25:12, 32:12, 21:20, 15:14) | Rumunia                                                          | Sport Hall Skenderija, Sarajewo Widzów: 6000 Sędzia: Emin Mogulkoc (TUR), Georgios Tanatzis (GRE), Sinisa Herceg (CRO) |
| 8 września 201220:00 | Pkt:Mirza Teletović 15 Zb:Mirza Teletović 8 As:Zackary Wright 8 | 93:58(25:12, 32:12, 21:20, 15:14) | Pkt:Ionut Dragusin 8 Zb:Teodor Jucan 8 As:Mihail-Octavian Paul 4 | Sport Hall Skenderija, Sarajewo Widzów: 6000 Sędzia: Emin Mogulkoc (TUR), Georgios Tanatzis (GRE), Sinisa Herceg (CRO) |

| 11 września 201217:30 | Gruzja                                                          | 97:89(25:21, 29:22, 18:16, 25:30) | Holandia                                                       | Pałac Sportu, Tbilisi Widzów: 9000 Sędzia: Sreten Radovic (CRO), Gili Cohen (ISR), Serkan Emlek (TUR) |
| 11 września 201217:30 | Pkt:Jacob Pullen 23 Zb:Viktor Sanikidze 13 As:Giorgi Cincadze 6 | 97:89(25:21, 29:22, 18:16, 25:30) | Pkt:Robin Smeulders 22 Zb:Robin Smeulders 13 As:David Jansen 6 | Pałac Sportu, Tbilisi Widzów: 9000 Sędzia: Sreten Radovic (CRO), Gili Cohen (ISR), Serkan Emlek (TUR) |

| 11 września 201218:00 | Rumunia                                                                       | 77:85(16:27, 18:17, 20:21, 23:20) | Łotwa                                                              | Transilvania Hall, Sybin Widzów: 1000 Sędzia: Srdan Dozai (CRO), Aliaksandr Syrytsa (BLR), Aytug Ekti (TUR) |
| 11 września 201218:00 | Pkt:Mihai Silvasan 19 Zb:Vlad Moldoveanu, Ionut Dragusin 6 As:Dragos Andrei 4 | 77:85(16:27, 18:17, 20:21, 23:20) | Pkt:Jānis Strēlnieks 14 Zb:Kaspars Bērziņš 5 As:Jānis Strēlnieks 8 | Transilvania Hall, Sybin Widzów: 1000 Sędzia: Srdan Dozai (CRO), Aliaksandr Syrytsa (BLR), Aytug Ekti (TUR) |